# Association des amis des bateaux à vapeur du Léman
L'Association des amis des bateaux à vapeur du Léman (ABVL) a pour but de contribuer à la sauvegarde et au maintien en service horaire des huit bateaux à roues à aubes « Belle Époque »  de la flotte de la Compagnie générale de navigation sur le lac Léman (CGN).
Pour atteindre son but, elle organise régulièrement des campagnes de recherche de fonds. L'ABVL détient 22 % des actions de la CGN.

## Historique
L'association a été créée en 2002. Elle compte en 2018 20 000 donateurs et près de 4 000 membres actifs. 
En 2006 est constituée la fondation Pro Vapore, qui assure la gestion des fonds réunis par l'ABVL. 
L'ABVL a financé huit rénovations de bateaux à vapeur de la CGN : 
- En 2003, l'ABVL réunit 2 millions de francs suisses sur les 4 millions nécessaires à la rénovation du Simplon à la suite de son accident d'explosion de chaudière. La rénovation a lieu entre 2003 et 2005, puis entre 2010 et 2011.
- Entre 2007 et 2009, le bateau La Suisse est rénové grâce à 12 millions de francs suisses de l'ABVL et 3 millions des actionnaires de la CGN[3].
- Financement de la rénovation partielle du salon de 1re classe du Montreux en 2014-2015 et du remplacement du surchauffeur de sa chaudière en 2016[2].
- En 2011, financement de la mise en valeur du salon de 1re classe du Rhône et du remplacement des capots métalliques de sa machine à vapeur par des capots en plexiglas[2].
- En 2011-2012, financement de la rénovation partielle de l’Helvétie : carénage de conservation, sablage de la coque et des roues à aubes, rénovation limitée des superstructures[2] en vue de la mise à disposition du bateau pour abriter le « Musée olympique éphémère » en 2012 et 2013 au quai d'Ouchy[3].
- En 2011-2012, financement de la rénovation générale de la machine à vapeur d'origine du Savoie[2].
- En 2012-2013, financement de l'installation de luminaires Belle Époque sur le Vevey dans le cadre de sa rénovation générale[2].
- Entre mai 2015 et octobre 2016, mise à disposition par l'ABVL de 10,6 millions de francs suisses sur les 13,6 millions nécessaires à la rénovation complète de l’Italie.

## Galerie

Réparations au port d’Ouchy
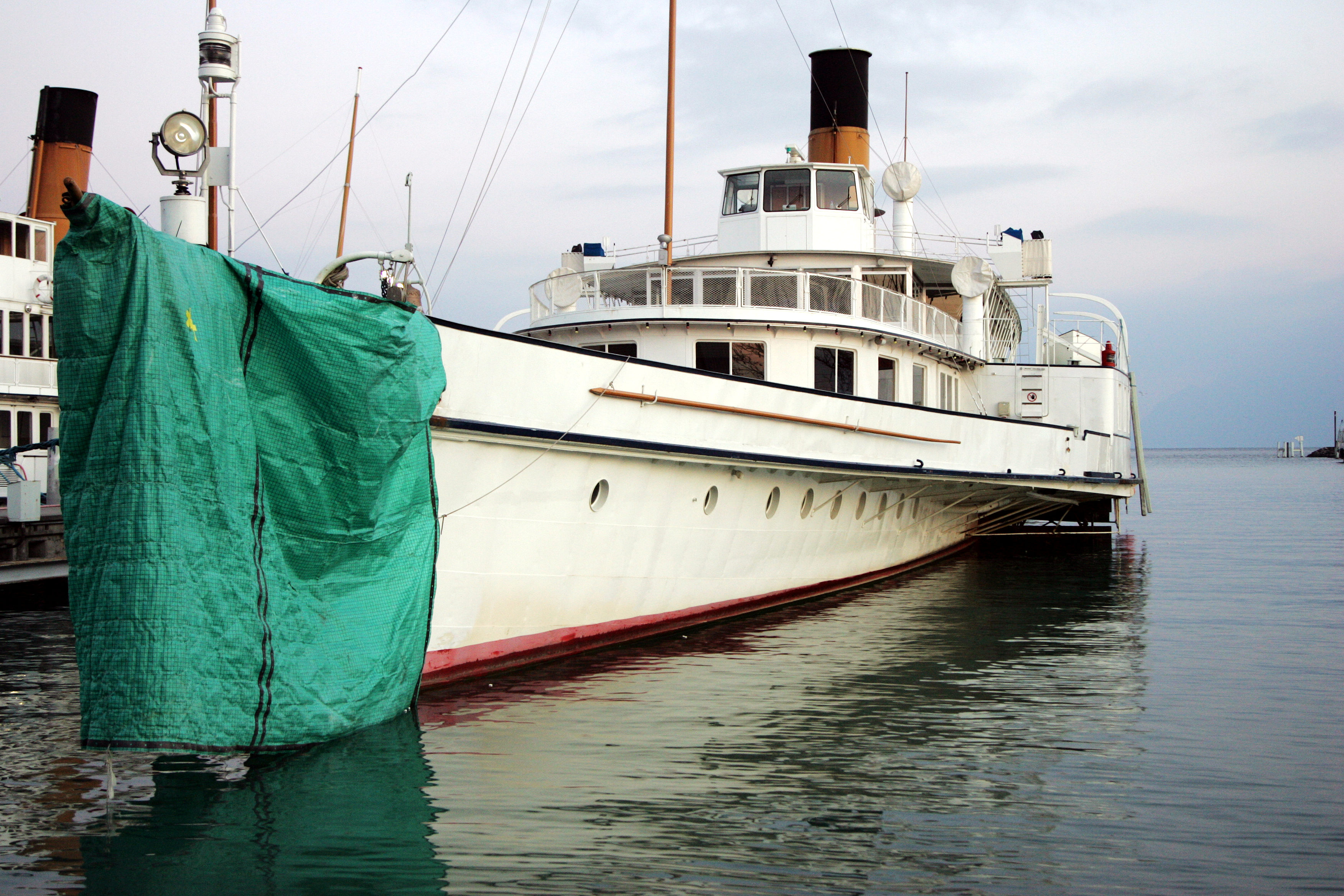
Le Simplon en réparation  en 2007.
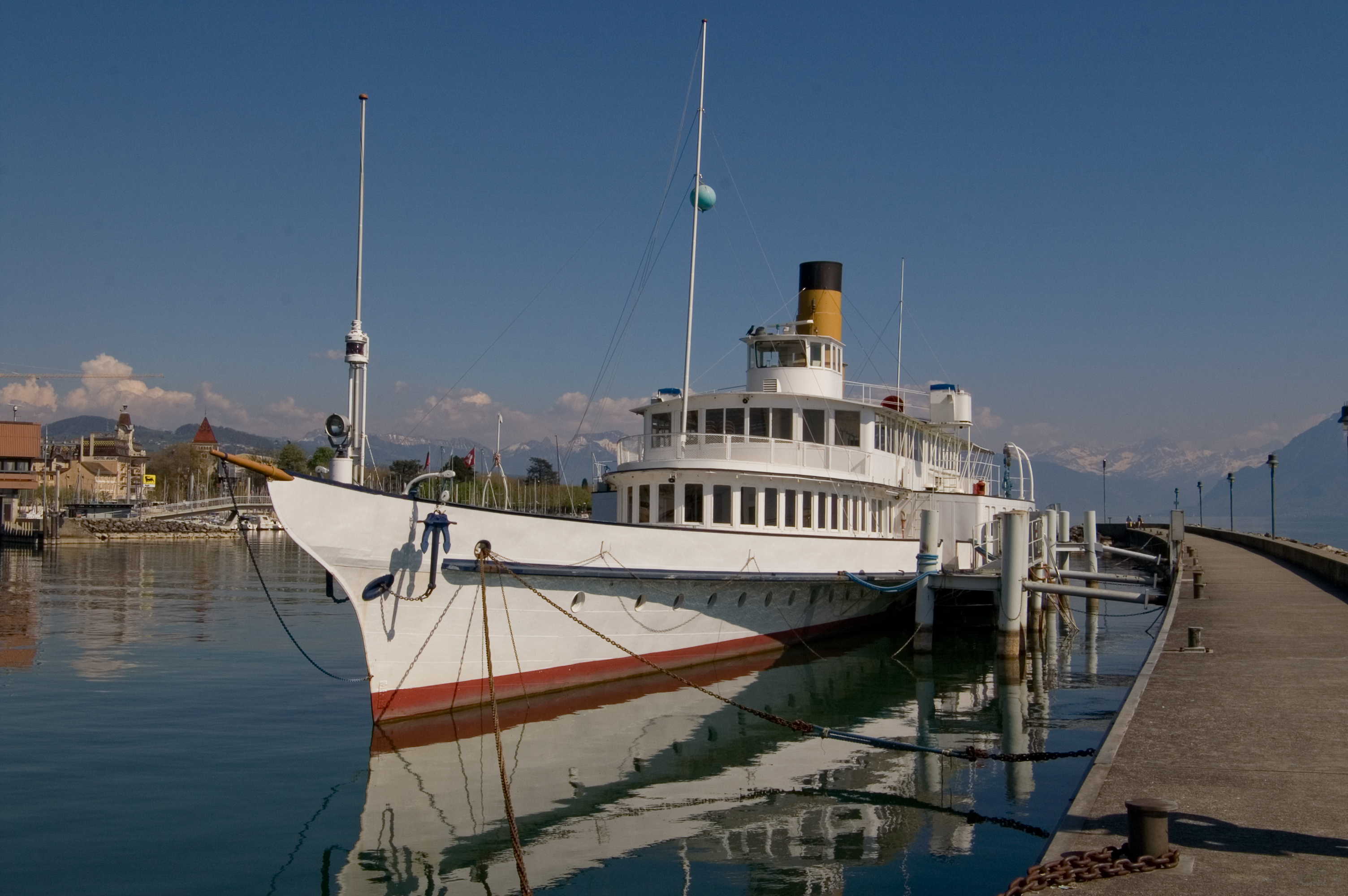
L’Italie en 2007.
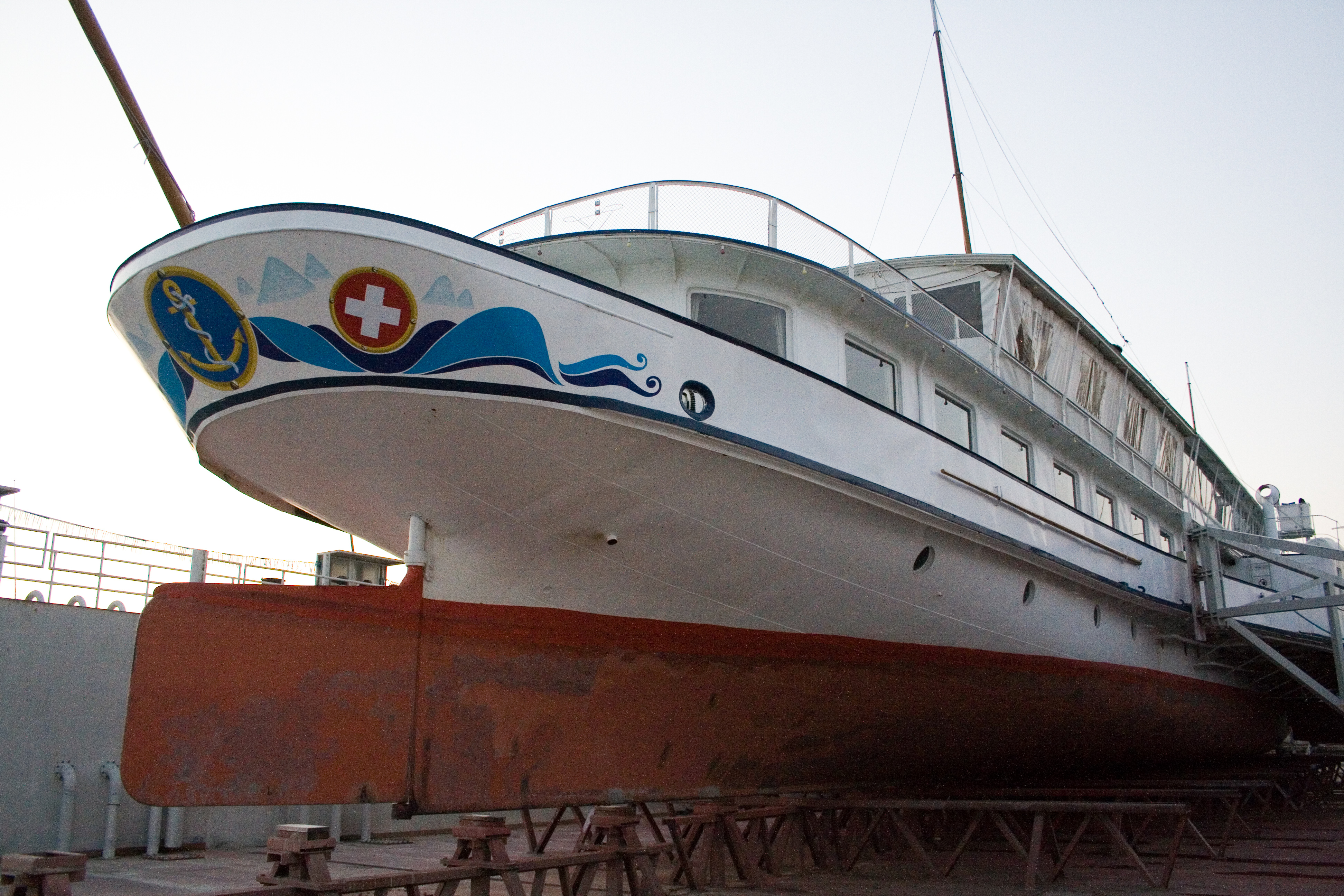
Le Rhône sur dock flottant en 2007.
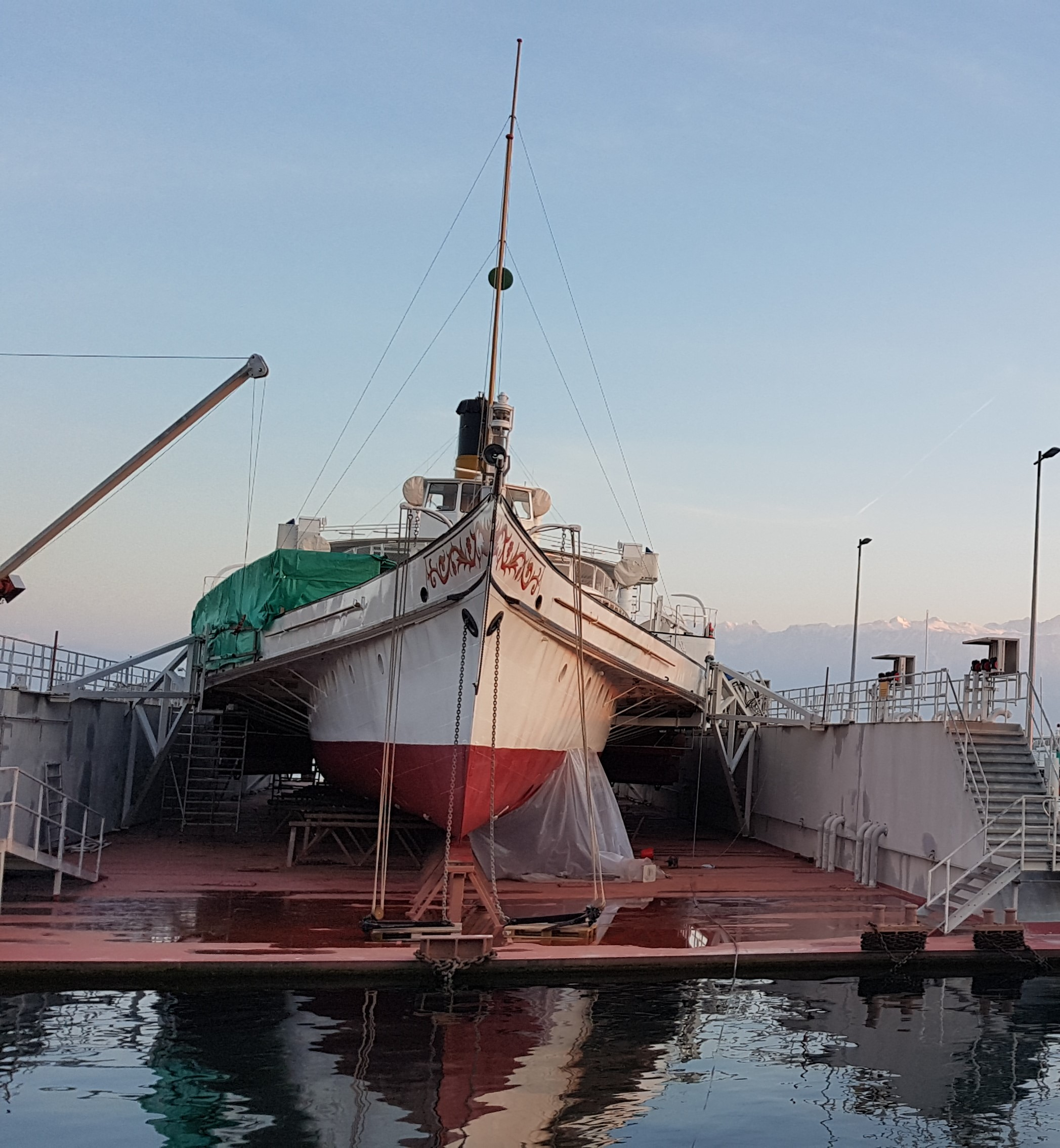
Le Simplon sur dock flottant en 2019.
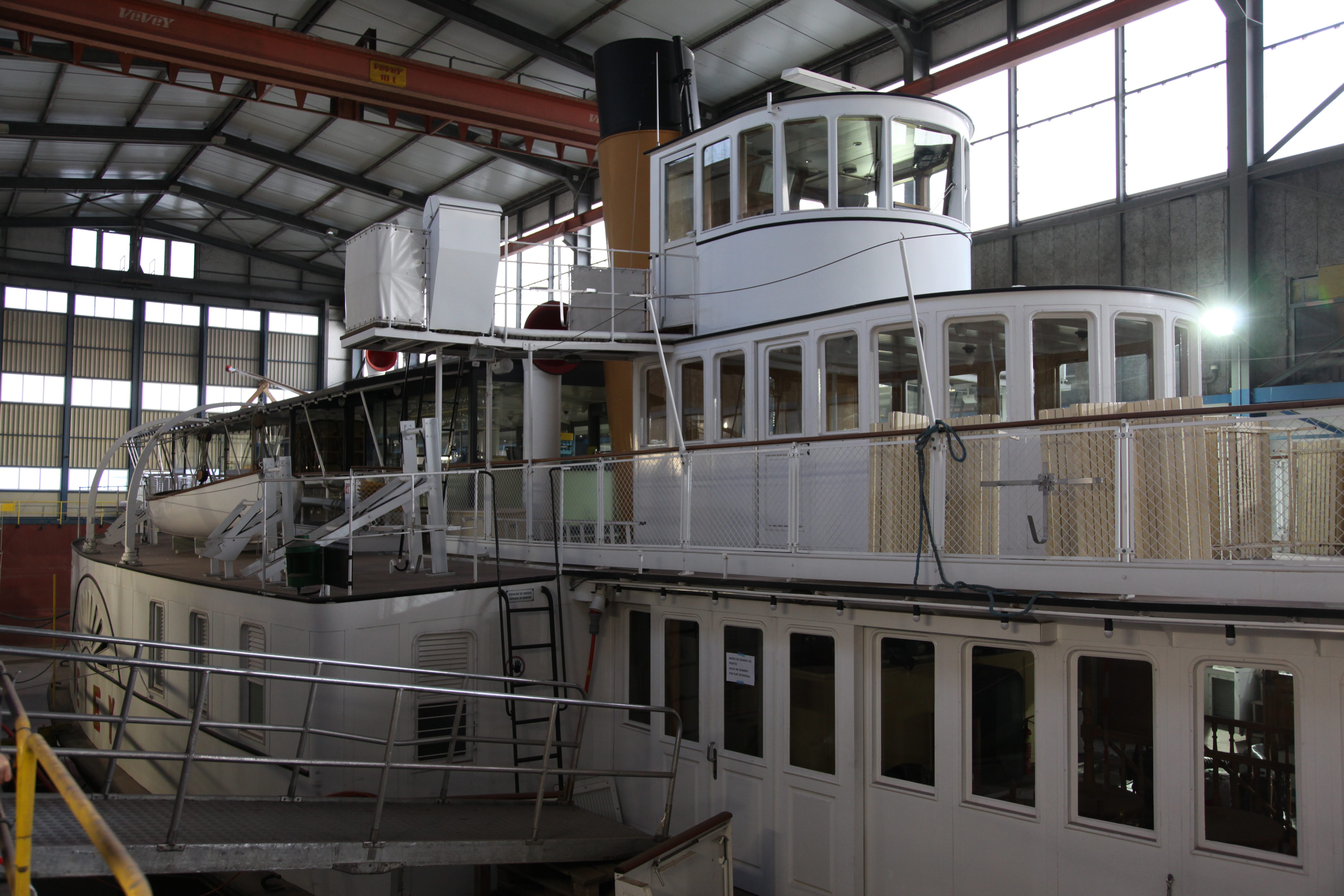
Le Vevey en 2019.

## Distinctions
Le 20 mars 2014, la fédération européenne du patrimoine culturel Europa Nostra a honoré la Compagnie générale de navigation et l'Association des amis des bateaux à vapeur du Léman, pour leurs actions en faveur de la sauvegarde de la flotte historique « Belle Époque ». Sur 160 projets sélectionnés dans 30 pays, ils font partie des 27 lauréats de l'édition 2014
,.